# Imron Hayiyusoh
Imron Hayiyusoh (thailändisch อิมรอน หะยียูโซะ; * 8. Oktober 2000), auch als Ron bekannt, ist ein thailändischer Fußballspieler.

## Karriere
Imron Hayiyusoh erlernte das Fußballspielen in den Mannschaften der Azizstan Foundation Religious School, Pho Khiri Ratchasuksa School und der Debsirin School sowie in der Mannschaft des College of Sports Science and Technology. Seinen ersten Vertrag unterschrieb er im Sommer 2023 beim Assumption United FC. Der Verein aus der Hauptstadt Bangkok spielte in der Western Region der dritten Liga. Nach einer Spielzeit, in der er 19 Ligaspiele bestritt, wechselte er im Sommer 2024 zu dem in der Southern Region spielenden Songkhla FC. Nach der Hinrunde wechselte er zum ebenfalls in der Southern Region spielenden Pattani FC. Am Ende wurde feierte er mit dem Verein Pattani die Vizemeisterschaft der Region und qualifizierte sich somit für die Aufstiegsspiele zur zweiten Liga. Hier belegte man den dritten Platz und stieg somit in die zweite Liga auf. Sein Zweitligadebüt gab Hayiyusoh am 16. August 2025 (1. Spieltag) im Heimspiel gegen den Nakhon Si United FC. Bei der 0:3-Heimniederlage wurde er in der 78. Minute für den Brasilianer Carlos Neto eingewechselt.